# Blettissement

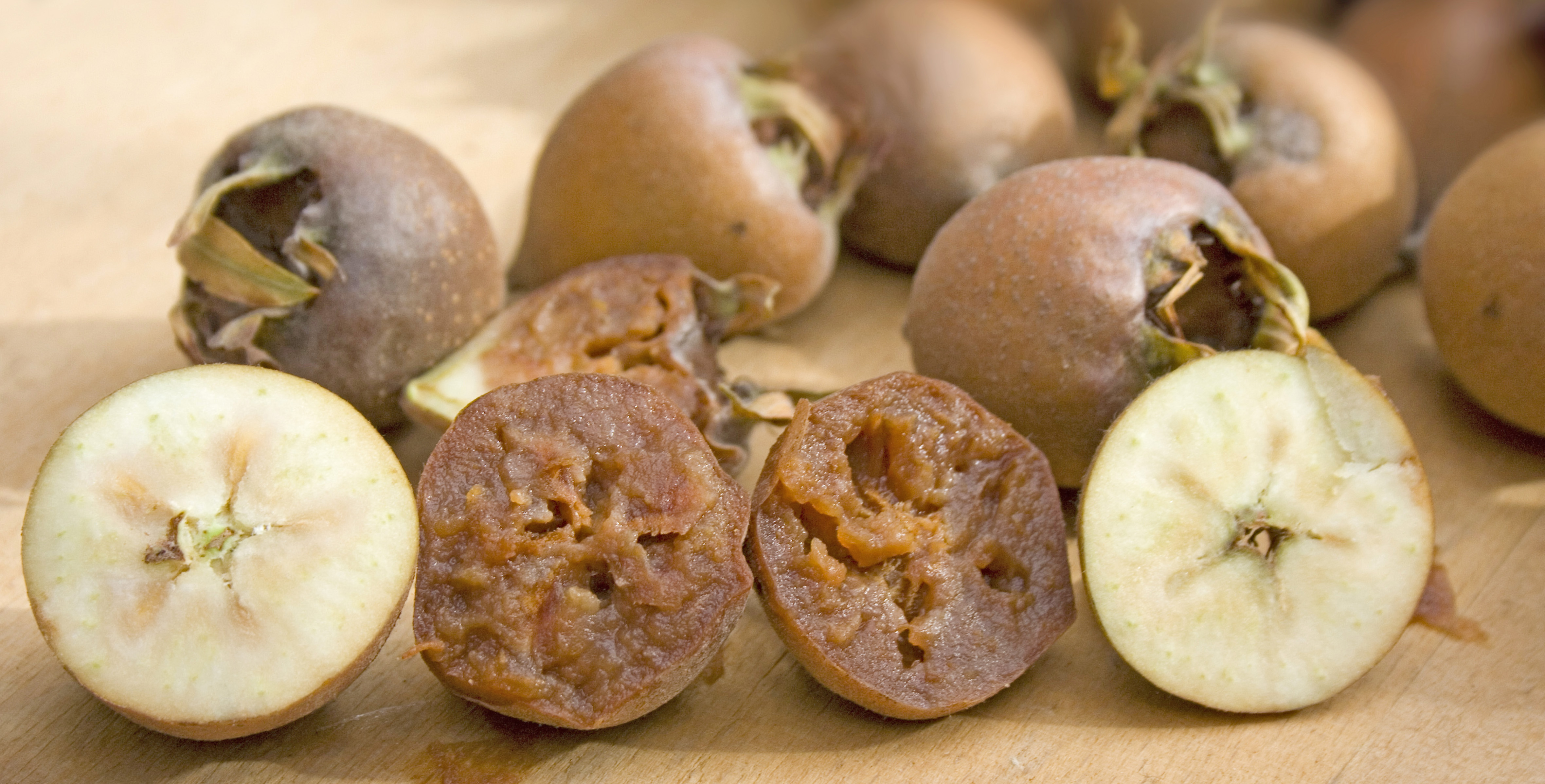
Nèfles vertes et blettes au premier plan.

Le blettissement ou la blettissure de certains fruits est l'« évolution physiologique due à un excès de maturité entraînant un ramollissement et une coloration brunâtre et une perte de saveur anormales de la pulpe ». Le fruit est alors dit blet.
La figue, le coing, la corme, le kaki et certaines espèces de nèfles se mangent blets.
Au-delà d'un point de vue purement gastronomique, le blettissement est un phénomène qui intervient dans la germination optimale de la graine.